# Suctobelbella lata
Suctobelbella lata är en kvalsterart som beskrevs av Chinone 2003. Suctobelbella lata ingår i släktet Suctobelbella och familjen Suctobelbidae. Inga underarter finns listade i Catalogue of Life.